# DARVO
DARVOとは、「deny, attack, and reverse victim and offender」（否定、攻撃、被害者と加害者の逆転）の頭文字を取った略語、頭字語である。性犯罪者などの不正行為の加害者が自分の行動への責任追及に対して示すことのある反応を指す。
これは心理的虐待者の心理操作術として一般的なものであると指摘する研究者らもいる。

## プロセス
頭文字が示すように、一般的な段階として、
1. 加害者は、加害が行われたことを「否定（deny）」し、
2. その行動に対する責任を追及しようとした相手（被害者やその関係者）を「攻撃（attack）」し、
3. 自分こそが本当の被害者であると主張し、「被害者と加害者を逆転させる（reverse victim and offender）」[2][4]。この際、被害者を演じるだけでなく被害者非難を伴うことが多い[3]。

## 起源
この略語およびその基盤となる分析は心理学者ジェニファー・フレイドによるものである。DARVOの第一段階である否認にはガスライティングが含まれる。フレイドは以下のように書いた。
... 私は、実際の加害者たちが、責任を取らせようとする人や暴力的な行動を変えるように求める人に対して、脅迫し、威圧し、悪夢のような状況に追いやることを見てきました。恐怖を与え、萎縮させることを目的とするこうした攻撃は、通常、訴訟による威圧や告発者の信用に対する攻撃などが含まれます。また加害者の責任を追及する人を馬鹿にすることに重点を置く形をとることもよくあります。 [...] 攻撃側は、被害者や憂慮する第三者こそ加害者であり、加害者は不当な扱いを受けているといった印象を急速に作り上げます。立場が完全に逆転しているのです。 [...] 加害者側が攻撃に出ると、加害者に責任を取らせようとする人は防戦に追われることになります。